# Jakubowo (powiat chojnicki)
Jakubowo – osada w Polsce położona w województwie pomorskim, w powiecie chojnickim, w gminie Chojnice. 
Osada borowiacka na zachodnim krańcu Tucholskiego Parku Krajobrazowego, jest częścią składową sołectwa Lotyń.
W latach 1975–1998 miejscowość administracyjnie należała do województwa bydgoskiego.